# Улица Лепсе (Киров)
Улица Лепсе — улица в городе Кирове, расположена в Октябрьском районе. Начинается с площади Лепсе, а заканчивается на улице Ломоносова. Имеет статус магистральной улицы общегородского значения. Является одной из основных улиц в районе.

## Описание
На площади Лепсе находится памятник Кирову. На улице расположено несколько объектов образования и торговых центров. В начале улицы преобладает жилая застройка средней этажности, от пересечения с улицей Народной до пересечения с улицей Сормовской промзона, а дальше — вновь жилая застройка средней этажности.

## Пересекает
- Октябрьский проспект;
- Улицы Кутшо, Большева, Шинников, Цеховую, Народную, Северо-Садовую, Романа Ердякова, Сормовскую, Физультурников и Ломоносова;
- Студенческий проезд.